# انینیو
انینیو (به پرتغالی: Ênio Oliveira Júnior) هافبک اهل برزیل است که در شهر Murici، آلاگواس و در تاریخ ۱۶ مهٔ ۱۹۸۱ به دنیا آمده‌است.
انینیو در تیم‌های فوتبال Mogi Mirim سابقهٔ حضور دارد.